# Variable statique
En programmation informatique, une variable statique est une entité de données qui conserve sa valeur entre les appels successifs d'une fonction ou d'une classe en programmation orientée objet. Comparées aux variables locales ou globales, les variables statiques présentent des caractéristiques spécifiques qui peuvent être utilisées à des fins précises.

## Historique
Les variables statiques remontent au moins à ALGOL 60 (1960), où elles étaient connues sous le nom de variables "own". Le concept était introduit avec la déclaration marquée avec le déclarateur supplémentaire "own", spécifiant que, lors d'une réentrée dans le bloc, les valeurs des quantités propres resteraient inchangées par rapport à leurs valeurs à la dernière sortie.
Le terme "statique" pour faire référence à ces variables a été popularisé par le langage de programmation C, fortement influencé par BCPL (1966). La définition de BCPL incluait des éléments de données statiques, dont la portée dure aussi longtemps que le temps d'exécution du programme.

## Déclaration et utilisation en C++
Voici un exemple d'utilisation des variables statique locale en C++ : 
```
#include
 
<iostream>

void
 
myFunction
()
 
{

    
static
 
int
 
counter
 
=
 
0
;
 
// Variable statique locale

    
counter
++
;

    
std
::
cout
 
<<
 
"Counter: "
 
<<
 
counter
 
<<
 
std
::
endl
;

}

int
 
main
()
 
{

    
myFunction
();
 
// Counter: 1

    
myFunction
();
 
// Counter: 2

    
myFunction
();
 
// Counter: 3

    
return
 
0
;

}

```

Dans cet exemple, la variable counter conserve sa valeur entre les appels successifs de myFunction, illustrant le concept de variable statique.

### Cas d'usage récurrent
Les variables statiques trouvent fréquemment leur utilité dans divers cas d'usage, deux exemples pertinents étant le comptage et la mémoïsation.
Dans le contexte du comptage, les variables statiques sont souvent mises en œuvre pour suivre et maintenir un état persistant à travers plusieurs appels de fonction. Cela peut être particulièrement utile lorsqu'il est nécessaire de conserver un décompte ou une trace d'événements spécifiques tout au long de l'exécution du programme.
La mémoïsation représente un autre cas d'utilisation récurrent des variables statiques, en particulier dans des algorithmes récursifs. Ces variables sont employées pour mémoriser des résultats intermédiaires obtenus au cours d'appels récursifs, évitant ainsi de recalculer les mêmes valeurs à plusieurs reprises. Cette approche contribue significativement à améliorer les performances de l'algorithme en réduisant la complexité temporelle associée à des calculs répétitifs.
Ces exemples démontrent comment les variables statiques, en conservant un état persistant, peuvent apporter des solutions élégantes à des problématiques courantes de programmation, contribuant ainsi à l'efficacité et à l'optimisation des algorithmes.

## Avantages et Inconvénients

### Avantages
L'utilisation de variables statiques présente également des avantages significatifs dans la conception et la fonctionnalité du code. Tout d'abord, les variables statiques offrent la possibilité de maintenir l'état entre les appels de fonctions. Cette caractéristique permet à ces variables de fournir une mémoire persistante pour les données, facilitant la conservation d'informations importantes tout au long de l'exécution du programme.
Un autre avantage clé réside dans la portée locale des variables statiques. Contrairement aux variables globales, les variables statiques ont une portée limitée à la fonction ou à la classe où elles sont déclarées. Cette limitation évite les problèmes souvent associés aux variables globales, tels que les conflits potentiels entre différentes parties du programme. En restreignant la portée, les variables statiques contribuent à une encapsulation plus efficace, favorisant une conception modulaire et évitant les dépendances indésirables entre différentes parties du code. Ainsi, ces avantages renforcent la flexibilité et la robustesse du programme, offrant des solutions élégantes pour le stockage d'états persistants et le contrôle de la portée des variables.

### Inconvénients
L'utilisation de variables statiques dans un programme présente plusieurs inconvénients qui peuvent compliquer la conception, la maintenance et la compréhension du code. Tout d'abord, le maintien de l'état global entre les appels de fonctions peut entraîner une dépendance implicite entre différentes parties du programme, rendant le code moins modulaire et plus difficile à comprendre. Les modifications apportées à une variable statique peuvent également avoir des effets de bord imprévus sur d'autres parties du programme, en particulier si la portée de la variable est étendue. Cette complexité peut rendre le débogage plus ardu, car les résultats peuvent être difficiles à anticiper.
Sur le plan de la sécurité, les variables statiques peuvent poser des problèmes dans des environnements multithreads, où l'accès concurrentiel et les modifications simultanées peuvent entraîner des conditions de concurrence et des résultats indéterminés. De plus, l'utilisation intensive de variables statiques peut rendre la rédaction de tests unitaires plus complexe, car l'état persistant introduit des dépendances entre les tests, contrairement aux bonnes pratiques de tests isolés et indépendants.
La réentrance, ou la capacité d'une fonction à être appelée simultanément par plusieurs parties du programme sans conflits, peut être compromise avec l'utilisation de variables statiques, limitant ainsi la modularité et la réutilisabilité du code. Enfin, la difficulté de compréhension et de maintenance du code peut augmenter avec une utilisation intensive de variables statiques, surtout pour les développeurs qui n'ont pas conçu l'application initiale. Modifier le comportement d'une variable statique peut s'avérer délicat, car son état peut être modifié à partir de divers endroits du programme, ajoutant une complexité supplémentaire à la maintenance du code, en particulier dans les projets de grande envergure.

## Bonnes pratiques et recommandations
L'utilisation de variables statiques, bien qu'offrant des fonctionnalités puissantes, nécessite une approche réfléchie et conforme à certaines bonnes pratiques de programmation. Voici quelques recommandations essentielles pour guider une utilisation judicieuse de ces variables :
- Éviter les Effets de Bord : Les modifications apportées à une variable statique peuvent avoir des répercussions sur l'état global du programme. Il est crucial d'utiliser ces variables avec une prudence particulière pour minimiser les effets de bord indésirables. Une gestion rigoureuse de ces modifications contribue à maintenir la cohérence du programme.
- Documentation Claire : Lors de l'utilisation de variables statiques, une documentation explicite sur leur objectif et leur utilisation s'avère essentielle. Une description claire dans le code facilite grandement la compréhension pour les développeurs qui travaillent sur le projet, offrant une perspective sur le rôle et l'impact de ces variables.
- Considérer d'Autres Options : Il est important de considérer d'autres mécanismes disponibles, tels que l'utilisation de variables locales ou de variables membres, en fonction du contexte. Dans certaines situations, ces alternatives peuvent se révéler plus appropriées et offrir une meilleure modularité, une réduction des dépendances, et une facilité accrue de compréhension du code.

En suivant ces bonnes pratiques, les développeurs peuvent exploiter les avantages des variables statiques tout en minimisant les risques potentiels liés à leur utilisation. Cette approche contribue à maintenir un code clair, compréhensible et robuste au fil du développement et de l'évolution du logiciel.